# العلاقات الوسط إفريقية الكرواتية
العلاقات الوسط أفريقية الكرواتية هي العلاقات الثنائية التي تجمع بين جمهورية أفريقيا الوسطى وكرواتيا.

## مقارنة بين البلدين
هذه مقارنة عامة ومرجعية للدولتين:
| وجه المقارنة                                              | جمهورية أفريقيا الوسطى      | كرواتيا                                                  |
| --------------------------------------------------------- | --------------------------- | -------------------------------------------------------- |
| المساحة (كم2)                                             | 622.98 ألف                  | 56.59 ألف                                                |
| عدد السكان (نسمة)                                         | 4.66 مليون                  | 4.11 مليون                                               |
| الكثافة السكانية (ن./كم²)                                 | 7.48                        | 72.63                                                    |
| العاصمة                                                   | بانغي                       | زغرب                                                     |
| اللغة الرسمية                                             | لغة فرنسية، اللغة السانغوية | اللغة الكرواتية                                          |
| العملة                                                    | فرنك وسط أفريقي             | كونا كرواتية                                             |
| الناتج المحلي الإجمالي (بليون دولار)                      | 1.95 مليار                  | 54.85 مليار                                              |
| الناتج المحلي الإجمالي (تعادل القوة الشرائية) بليون دولار | 3.03 مليار                  | 94.64 مليار                                              |
| الناتج المحلي الإجمالي الاسمي للفرد دولار أمريكي          | 323                         | 11.54 ألف                                                |
| الناتج المحلي الإجمالي للفرد دولار أمريكي                 | 594                         | 21.64 ألف                                                |
| مؤشر التنمية البشرية                                      | 0.350                       | 0.818                                                    |
| رمز المكالمات الدولي                                      | +236                        | +385                                                     |
| رمز الإنترنت                                              | .cf                         | .hr                                                      |
| المنطقة الزمنية                                           | ت ع م+01:00                 | توقيت وسط أوروبا، ت ع م+01:00، ت ع م+02:00، أوروبا/زغرب ‏ |

## منظمات دولية مشتركة
يشترك البلدان في عضوية مجموعة من المنظمات الدولية، منها:
| علم المنظمة | اسم المنظمة                               | تاريخ انضمام جمهورية أفريقيا الوسطى | تاريخ انضمام كرواتيا |
| ----------- | ----------------------------------------- | ----------------------------------- | -------------------- |
|             | مؤسسة التنمية الدولية                     | 27 أغسطس 1963                       | 25 فبراير 1993       |
|             | يونسكو                                    | 11 نوفمبر 1960                      | 1 يونيو 1992         |
|             | وكالة ضمان الاستثمار متعدد الأطراف        | 8 سبتمبر 2000                       | 19 مارس 1993         |
|             | الأمم المتحدة                             | 20 سبتمبر 1960                      | 22 مايو 1992         |
|             | الفريق المعني برصد الأرض                  | ?                                   | ?                    |
|             | الاتحاد البريدي العالمي                   | ?                                   | ?                    |
|             | البنك الدولي للإنشاء والتعمير             | 10 يوليو 1963                       | 25 فبراير 1993       |
|             | الاتحاد الدولي للاتصالات                  | 2 ديسمبر 1960                       | 3 يونيو 1992         |
|             | منظمة حظر الأسلحة الكيميائية              | ?                                   | ?                    |
|             | مؤسسة التمويل الدولية                     | 1 أبريل 1991                        | 25 فبراير 1993       |
|             | المركز الدولي لتسوية المنازعات الاستشارية | 14 أكتوبر 1966                      | 22 أكتوبر 1998       |
|             | منظمة التجارة العالمية                    | ?                                   | ?                    |
|             | منظمة الشرطة الجنائية الدولية             | ?                                   | ?                    |

## وصلات خارجية
- موقع وزارة الخارجية الكرواتية